# B Ocean
B Ocean je eden od priljubljenih osvežilnih koktajlov z beherovko. 

## Sestavine
- 2 cl Becherovke
- 2 cl Blue Curacao
- 20 cl Top Topic
- rezina pomaranče
- meta
- led